# Henri Colombier
Pour les articles homonymes, voir Colombier.
Henri Colombier, né le 14 juin 1927 à Saint-Étienne et mort le 6 août 2000 dans la même ville, est un homme politique français.

## Distinctions
- Chevalier de l'ordre des Palmes académiques.
- Chevalier de l'ordre national du Mérite.
- Chevalier de l'ordre du Mérite agricole.
- Chevalier de la Légion d'honneur.